# 추론 규칙
추론 규칙(推論規則, 영어: rule of inference) 또는 추론 형식이란, 논리학에서 논리식으로부터 다른 논리식을 이끄는 규칙을 말한다.
공리, 대입 규칙, 추론 규칙에 의해서 이론을 형식화한 것이 공리계이다. 공리는 대상 언어의 기호만으로 기술되지만, 추론 규칙이나 대입 규칙은 이러한 기호에 대해 말하는 메타 언어로 기술된다. 추론 규칙은 동어 반복, 즉 항진식으로부터 이끄는 것이 타당하다.

### 연역적 추론규칙
추론 규칙(推論規則)을 논리식에서 다른 논리식을 이끌어 내는 규칙으로 정의한다면, 이때 특히 연역적 추론 규칙(演繹的推論規則)은 하나 또는 여러 개의 주장들로부터 논리적으로 동등하거나 혹은 보다 특수한 주장을 결론짓는 추론 형식의 성립 여부의 타당성을 확인할 수 있다는 것을 내포한다.

## 대표적인 추론 규칙
- 전건 긍정의 형식: {\displaystyle P,\ P\rightarrow Q\ \vdash \ Q}
- 후건 부정의 형식: {\displaystyle \neg Q,\ P\rightarrow Q\ \vdash \ \neg P}
- 부정 도입: {\displaystyle P\rightarrow \,\perp \ \vdash \ \neg P}
- 보편 사례화의 규칙: {\displaystyle \forall x\,\psi (x)\ \vdash \ \psi (a)}
- 존재 일반화의 규칙: {\displaystyle \psi (a)\ \vdash \ \exists x\,\psi (x)}
- 이중부정의 제거: {\displaystyle \neg \neg P\ \vdash \ P}
- 이중부정의 도입: {\displaystyle P\ \vdash \ \neg \neg P}
- 선언명제 삼단논법: {\displaystyle P\lor Q,\ \neg P\ \vdash \ Q}
- 가언명제 삼단논법: {\displaystyle P\rightarrow Q,\ Q\rightarrow R\ \vdash \ P\rightarrow R}
- 도출: {\displaystyle l\lor P,\ \neg \,l\lor Q\ \vdash \ P\lor Q}

## 타당한 추론 형식
| 형식 | 구조 |
| ---- | --- |
| F1   | 전가언 삼단논법 (세 명제 전부가 가언명제)                                                                                        |
| F2   | 혼합가언 전건긍정 삼단논법 (대전제 가언 · 소전제 정언명제)                                                                       |
| F3   | 혼합가언 후건부정 삼단논법 (대전제 가언 · 소전제 정언)                                                                           |
| F4   | 혼합선언 부정 삼단논법 (대전제 선언 명제 · 소전제 정언)                                                                          |
| F5   | 드 모르간의 법칙 {\displaystyle \neg (P\lor Q)\equiv \neg P\land \neg Q} {\displaystyle \neg (P\land Q)\equiv \neg P\lor \neg Q} |
| F6   | 연언 법칙 |
| F7   | 연언 명제의 분리 |
| F8   | 이중부정 |

명제의 형식, 명제의 양과 질, 명사의 위치 및 갯수, 이들의 출현 순서는 추론 형식이 타당성을 확보하기 위해 필요한 명제들의 주요한 성분이다.

## 같이 보기
- 수리논리학
- 삼단논법
- 명제논리학